# Liste der Biografien/Belk
Liste der Biografien |
Portal Biografien |
Personensuche
# |
A |
B |
C |
D |
E |
F |
G |
H |
I |
J |
K |
L |
M |
N |
O |
P |
Q |
R |
S |
T |
U |
V |
W |
X |
Y |
Z |
?
 
Ba |
Be |
Bd |
Bg |
Bh |
Bi |
Bj |
Bl |
Bm |
Bn |
Bo |
Br |
Bs |
Bu |
Bw |
By |
Bz
 
Bea–Beb |
Bec |
Bed |
Bee |
Bef |
Beg |
Beh |
Bei |
Bej |
Bek |
Bel |
Bem |
Ben |
Beo |
Bep |
Beq |
Ber |
Bes |
Bet |
Beu |
Bev |
Bew |
Bex |
Bey |
Bez
 
Bela |
Belb |
Belc |
Beld |
Bele |
Belf |
Belg |
Belh |
Beli |
Belj |
Belk |
Bell |
Belm |
Beln |
Belo |
Belp |
Belq |
Belr |
Bels |
Belt |
Belu |
Belv |
Belw |
Bely |
Belz
Die Liste der Biografien führt alle Personen auf, die in der deutschsprachigen Wikipedia einen Artikel haben. Dieses ist eine Teilliste mit 56 Einträgen von Personen, deren Namen mit den Buchstaben „Belk“ beginnt.

## Belk

### Belka
- Belka, Andreas (* 1963), deutscher Fußballspieler und -trainer
- Belka, Jakob (* 1983), deutscher Poolbillardspieler
- Belka, Marek (* 1952), polnischer Ökonom, Professor für Wirtschaftswissenschaften und polnischer MinisterpräsidentMarek Belka (* 1952)

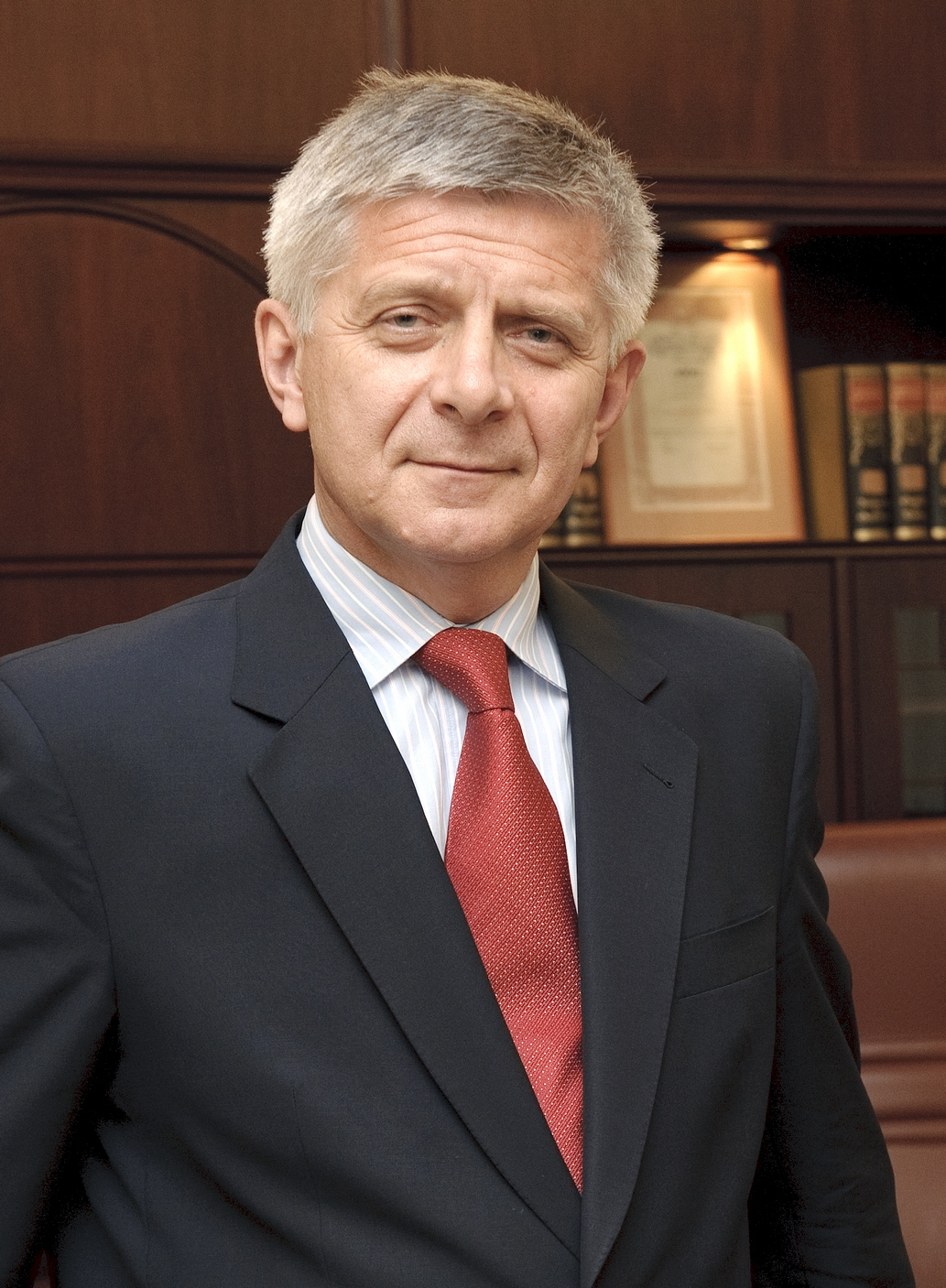
Marek Belka (* 1952)

- Belka, Mathias (* 1986), deutscher Straßenradrennfahrer
- Belkacem, Areski (* 1940), französischer Musiker, Komponist, Musikproduzent und Schauspieler
- Belkacem, Ines (* 2003), tunesische Sprinterin
- Belkahia, Farid (1934–2014), marokkanischer Maler und Bildhauer
- Belkahia, Semi (* 1998), deutsch-tunesischer Fußballspieler
- Belkaid, Yasmine (* 1968), algerisch-amerikanische Immunologin
- Belkale, Prakash, indisch-amerikanischer Mathematiker
- Belkalem, Essaïd (* 1989), algerischer Fußballspieler
- Belkaroui, Hicham (* 1990), algerischer Fußballspieler
- Belkassem, Krim (1922–1970), algerischer Offizier und Politiker
- Belkassem, Souhail (* 1996), niederländisch-marokkanischer Fußballspieler

### Belke
- Belke, Ansgar (1965–2020), deutscher Ökonom und Hochschullehrer
- Belke, Franz (1876–1941), deutscher Bildhauer
- Belke, Klaus (* 1947), deutscher Byzantinist
- Belke-Grobe, Rötger (1940–2007), deutscher Landwirt, Unternehmer und Kommunalpolitiker
- Belkebla, Haris (* 1994), algerisch-französischer Fußballspieler
- Belkeziz, Abdelouahed (1939–2021), marokkanischer Anwalt, Politiker und Diplomat

### Belkh
- Belkhadem, Abdelaziz (* 1945), algerischer Politiker
- Belkhadra, Karim (* 1963), französischer SchauspielerKarim Belkhadra (* 1963)

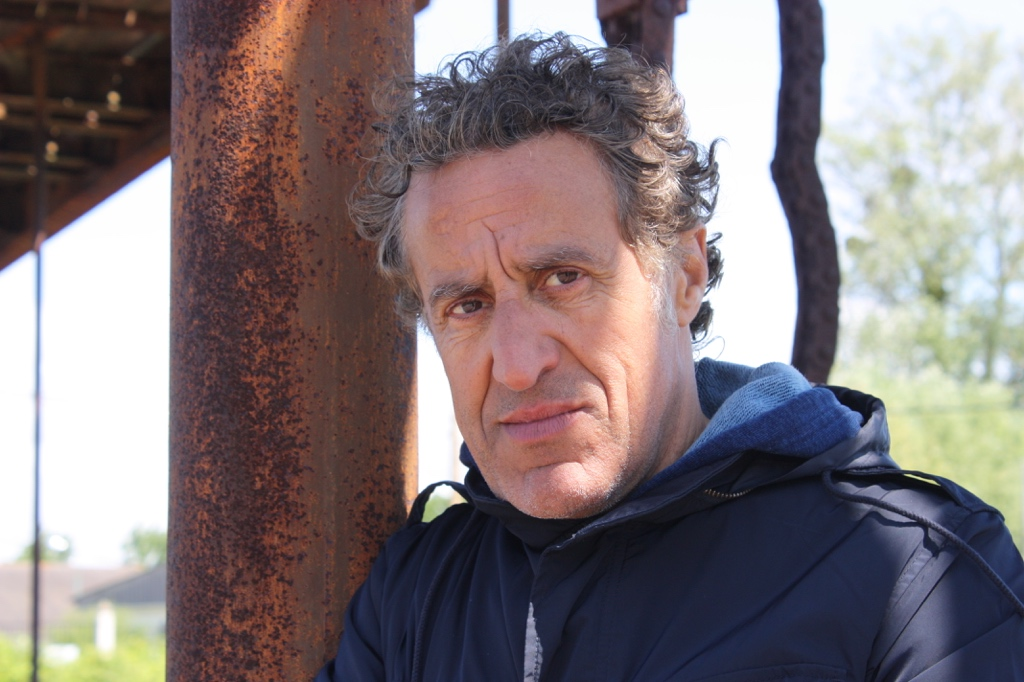
Karim Belkhadra (* 1963)

- Belkhdim, Yassin (* 2002), marokkanisch-französischer Fußballspieler
- Belkhir, Mohammed (* 1994), französischer Beatboxer, Sänger, Musiker und Schauspieler
- Belkhodja, Catherine (* 1955), französische Schauspielerin und Schriftstellerin
- Belkhodja, Hassan (1916–1981), tunesischer Diplomat und Politiker der Sozialistischen Destur-Partei
- Belkhodja, Slim (* 1962), tunesischer Schachspieler
- Belkhodja, Tahar (* 1931), tunesischer Politiker und Diplomat

### Belki
- Belkić, Beriz (1946–2023), bosnischer Politiker
- Belkin, Alan (* 1951), kanadischer Komponist, Organist und Musikpädagoge
- Belkin, Alexander Sergejewitsch (* 1983), russischer Snowboarder
- Belkin, Arnold (1930–1992), kanadisch-mexikanischer Künstler
- Belkin, Boris Dawidowitsch (* 1948), russischer Violinist
- Belkin, Debbie (* 1966), US-amerikanische Fußballspielerin
- Belkin, Zoë (* 1993), kanadische Schauspielerin
- Belkina, Katerina (* 1974), russische Malerin und Fotografin
- Belkina, Lena (* 1987), ukrainische Opern-, Konzert- und Liedsängerin (Mezzosopran)
- Belkina, Sofja Gdaljewna (1908–1989), sowjetische Geologin
- Belkina, Tatjana Nikolajewna (* 1988), russische Sommerbiathletin
- Belkind, Israel (1861–1929), russisch-deutscher BILU-Pionier

### Belkn
- Belknap, Anna (* 1972), US-amerikanische Schauspielerin
- Belknap, Charles E. (1846–1929), US-amerikanischer Politiker
- Belknap, Hugh R. (1860–1901), US-amerikanischer Politiker
- Belknap, Jeremy (1744–1798), amerikanischer Historiker
- Belknap, Joanne, US-amerikanische Rechts- und Sozialwissenschaftlerin sowie Kriminologin
- Belknap, William W. (1829–1890), US-amerikanischer General, Jurist und Politiker

### Belko
- Belko, Árpád (1910–1998), französischer Fußballspieler
- Belkofer, Sabine (* 1967), deutsche Curlerin
- Belková, Tereza (* 2005), slowakische Eishockeyspielerin
- Belkow, Gennadi (* 1956), sowjetisch-usbekischer Hochspringer
- Belkow, Maxim Igorewitsch (* 1985), russischer Radrennfahrer
- Belkowitsch, Igor Wladimirowitsch (1904–1949), sowjetischer Astronom
- Belkowski, Stanislaw Alexandrowitsch (* 1971), russischer Politikwissenschaftler
- Belkowsky, Gregoire (1865–1948), russischer Jurist, Rechts- und Wirtschaftsprofessor und Zionist

### Belks
- Belksir, Salim (* 1963), algerischer Radrennfahrer

### Belku
- Belkum, Iefke van (* 1986), niederländische Wasserballspielerin